# ヨハンネス・リンナンコスキ

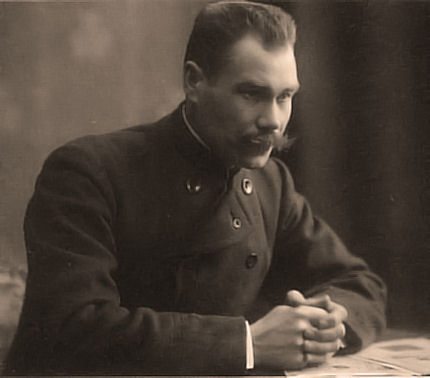
ヨハンネス・リンナンコスキ (1906)

ヨハンネス・リンナンコスキ（Johannes Linnankoski、出生名はVihtori Johan Peltonen、1869年10月18日 - 1913年8月10日）は、フィンランド、アスコラ出身の小説家、劇作家。
師範学校を修了した後作家を志望し、1903年「永遠の闘争」でデビュー。次いで青年筏師の奔放な恋愛と道徳的反省を描いた小説「真紅の花の歌」がこの国で小説として最初のベストセラーとなり一躍世界的名声を得た。1908年発表の心理小説「逃亡者たち」は社会啓蒙としての自己反省を含む作品で、人間的成長の苦悩を広く描写し高く評価された。他の作品に「ヘイッキラ農家の争い」（1907年）、「サムソンとデリラ」（1911年）、「イェフタの娘」（1911年）等がある。

## 主な作品
- 真紅の花の歌
- ポルヴォー